# Caulanthus anceps
Caulanthus anceps är en korsblommig växtart som beskrevs av Edwin Blake Payson. Caulanthus anceps ingår i släktet Caulanthus och familjen korsblommiga växter. Inga underarter finns listade i Catalogue of Life.